# Norfork
Norfork – miasto w Stanach Zjednoczonych, w stanie Arkansas, w hrabstwie Baxter.